# نوبة الاستهلال
نوبة الإستهلال هي واحدة من النوبات الأندلسية الأحد عشر التي لا زالت محفوظة وتؤدى من طرف الفرق الموسيقية الأندلسية في المغرب. تعتبر نوبة الإستهلال النوبة الوحيدة التي لم تصل من الأندلس، بل تمت إضافتها في المغرب، بالضبط خلال العصر السعدي، ويقال أن من أضافها هو علال البطلة الفاسي. مما يعزز هذه النظرية هو كون نوبة الإستهلال خارجة عن شجرة الطبوع الأندلسية.
تتوفر نوبة الإستهلال على إنشادين، أربع توشيات و 126 صنعة.

## تاريخ وطبوع نوبة الإستهلال
تشتمل نوبة الإستهلال على طبعين: الاستهلال وعراق العرب.

### طبع الإستهلال
ذكر محمد الحايك في كناشه حول طبع الإستهلال أنه "طبع الاستهلال خارج عن الشجرة والغلب عليه ان يكون فرعا من الذيل.و هو من الطبوع المجهولة. الشائع أن الذي استخرجه هو الحاج علال البطلة بمدينة فاس.وذلك في أيام السلطان السعدي أبي محمد عبد الله الغالب بن محمد الشيخ السعدي. مقام طبع الاستهلال هو صوت "دو".

### طبع عراق العرب
طبع عراق العرب فرع من الذيل وقد أضيف إلى الاستهلال لأنه أميل إليه أقرب لحنا والجامع بينهما المحيط وما فيهما من الرأسات. استخرج هذا الطبع صيكة بن تميم العراقي وهو المستخرج لطبع الصيكة وسميت باسمه. مقام طبع عراق العرب هو صوت «مي».

## ميازين نوبة الإستهلال
تشتمل نوبة الإستهلال على خمسة ميازين، وهي:
- ميزان بسيط الإستهلال
- ميزان قائم ونصف الإستهلال
- ميزان ابطايحي الإستهلال
- ميزان درج الإستهلال
- ميزان قدام الإستهلال

## كتب حولها
تطرقت عدة كتب إلى النوبات الأندلسية عامة ولنوبة الإستهلال خاصة. من الكتب التي اهتمت بنوبة الإستهلال نجد:
- كناش الحائك - محمد بن الحسين الحائك (1789)
- من وحي الرباب - عبد الكريم الرايس (1982)
- نوبة الاستهلال - أنغام وأعلام - محمد العثماني (2016)[5]
- نوبة العشاق وفق رواية وأداء الشيخ الشيخ أحمد البزور التازي - يونس الشامي (2018)[6]
- نوبة الاستهلال، تاريخ، تدوين وتحليل - عمر المتيوي (2019)[7]

## وصلات خارجية
- الأشعار الكاملة لنوبة الإستهلال